# Марија Бистрица
Марија Бистрица је насељено место и седиште општине у Крапинско-загорској жупанији, Хрватска. До територијалне реорганизације у Хрватској налазила се у саставу бивше велике општине Доња Стубица.

## Становништво
На попису становништва 2011. године, општина Марија Бистрица је имала 5.976 становника, од чега у самој Марији Бистрици 1.071.

## Попис1991.
На попису становништва 1991. године, насељено место Марија Бистрица је имало 1.057 становника, следећег националног састава:
| Попис 1991.‍   | Попис 1991.‍  | Попис 1991.‍ | Попис 1991.‍ | Попис 1991.‍ |
| ------------- | ------------ | ----------- | ----------- | ----------- |
|               |              |             |             |             |
| Хрвати        | Хрвати       |             | 1.037       | 98,10%      |
| Срби          | Срби         |             | 5           | 0,47%       |
| Југословени   | Југословени  |             | 3           | 0,28%       |
| Муслимани     | Муслимани    |             | 1           | 0,09%       |
| Пољаци        | Пољаци       |             | 1           | 0,09%       |
| неопредељени  | неопредељени |             | 2           | 0,18%       |
| непознато     | непознато    |             | 8           | 0,75%       |
| укупно: 1.057 |              |             |             |             |